# Giải thưởng Làn Sóng Xanh 2009

## Giải thưởng

### 10 ca sĩ được yêu thích nhất
Không phân biệt thứ hạng.
| Tên ca sĩ      |
| -------------- |
| Cao Thái Sơn   |
| Đàm Vĩnh Hưng  |
| Hà Anh Tuấn    |
| Hồ Ngọc Hà     |
| Hồ Quỳnh Hương |
| Hoàng Hải      |
| Mỹ Tâm         |
| Phương Linh    |
| Thu Minh       |
| Thùy Chi       |

### 10 nhạc sĩ được yêu thích nhất
Không phân biệt thứ hạng
| Tên nhạc sĩ                 |
| --------------------------- |
| Đức Trí                     |
| Hồ Hoài Anh                 |
| Hồ Quỳnh Hương              |
| Hoàng Anh & Dương Khắc Linh |
| Mạnh Quân                   |
| Minh Khang                  |
| Mỹ Tâm                      |
| Nguyễn Hải Phong            |
| Nguyễn Văn Chung            |
| Thủy Tiên                   |

### Các giải thưởng khác
| Tên giải thưởng                                | Chủ nhân giải thưởng         |
| ---------------------------------------------- | ---------------------------- |
| Ca sĩ triển vọng                               | • Wanbi Tuấn Anh • Thu Thủy  |
| Album được yêu thích nhất                      | Saigon Radio - Hà Anh Tuấn   |
| Gương mặt ca sĩ của năm                        | • Đàm Vĩnh Hưng • Hồ Ngọc Hà |
| Nhạc sĩ hòa âm được yêu thích Nhất             | Nguyễn Hải Phong             |
| Phòng thu có nhiều ca khúc được yêu thích nhất | Phú Studio                   |